# La vicaría
La vicaría es un  cuadro pintado por Mariano Fortuny en 1870, obra cumbre de la llamada pintura preciosista dentro del estilo del realismo, que alcanzó gran éxito en toda Europa como expresión de un realismo burgués exento del carácter de crítica social. Se encuentra en el Museo Nacional de Arte de Cataluña de Barcelona.

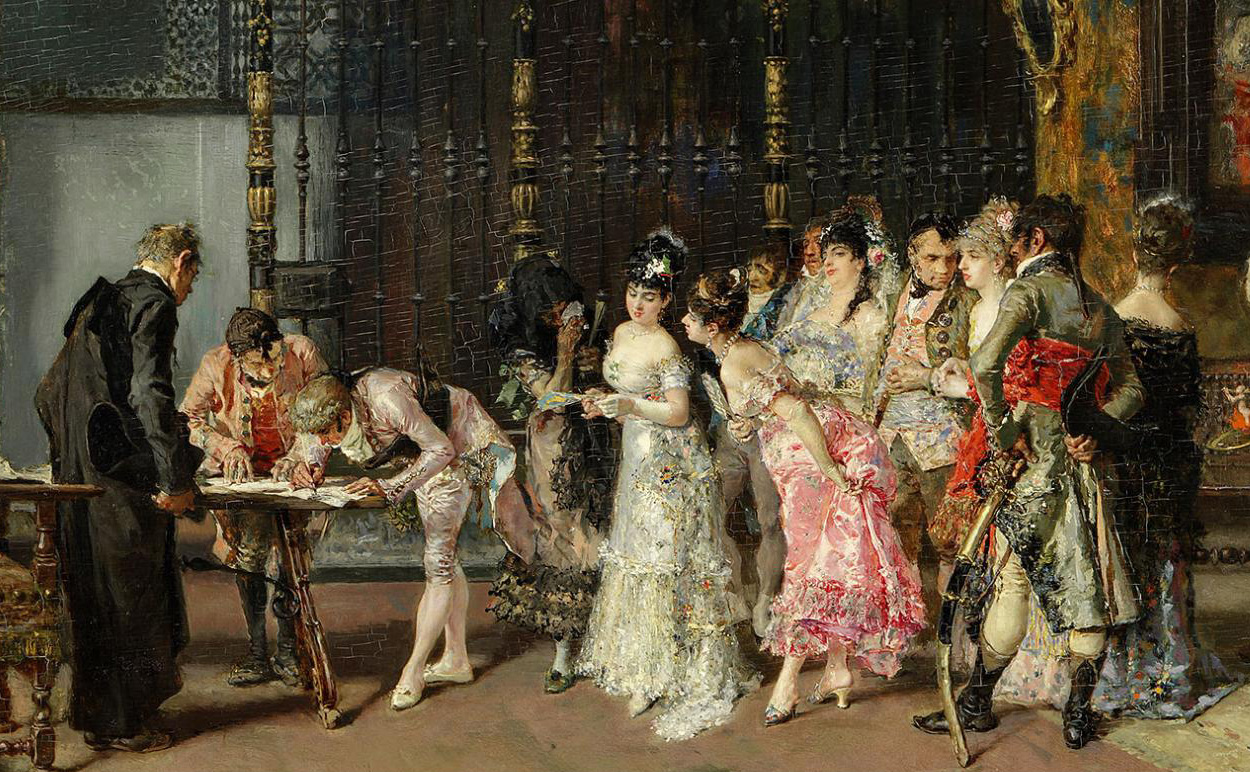
Detalle del cuadro

Se representa la firma de un contrato matrimonial en las oficinas eclesiásticas. El artista pone gran atención en los detalles de los trajes, la decoración de la sala y el ambiente. Aparecen miembros de diferentes grupos sociales para poder ilustrar el vestuario y contrastes.
Como figurantes, posaron para Fortuny varios amigos, entre los que se cita al pintor vasco Eduardo Zamacois y Zabala, quien posa vestido de torero.
La pintura fue adquirida al artista por 25 000 francos por el marchante Goupil, quien la vendió pocos días después por la suma de 70 000 francos a Adèle Caussin, luego marquesa de Landolfo-Carcano, dama que amasó una formidable colección: Veronés (La bella Nani), Rembrandt, Gustave Doré... El confinamiento de La vicaría en un domicilio privado acrecentó su fama, lo cual Goupil explotó vendiendo reproducciones de la obra. En 1912 la pintura fue adquirida por el III conde de Pradère, que diez años después la vendió a la Junta de Museus de Barcelona.